# Lahore Qalandars
Die Lahore Qalandars sind eine Cricketmannschaft in Lahore. Das Franchise spielt seit der Saison 2016 in der Pakistan Super League (PSL).

## Geschichte

### Schlechteste Mannschaft der Liga
Die Mannschaft war als eine der Gründungsmitglieder Teams der PSL im Jahr 2016. Es wurde bei der Auktion der Franchises im Dezember 2015 für 2,51 Millionen US-Dollar pro Jahr für eine 10-jährige Laufzeit durch QALCO erworben. Es war damit nach den Karachi Kings das zweitteuerste Franchise der Auktion. In der darauf folgenden Spielerauktion sicherte sich das Team in der ersten Runde Chris Gayle. In der ersten Saison konnten sie in der Vorrunde nur zwei Siege erringen und scheiterten im entscheidenden Spiel an Islamabad United.
Für die zweite Saison im Jahr 2017 sicherten sie sich im Draft den ersten Pick mit dem Neuseeländer Brendon McCullum. Jedoch half dies nicht in der Vorrunde, da sie mit drei Siegen den Einzug in die Playoffs abermals verpassten.
Für die dritte Saison hatten sie abermals den ersten Pick im Draft und entscheiden sich für den Australier Chris Lynn. Abermals konnten sie in der Vorrunde nur drei Siege erzielen und wurden nach einer enttäuschenden Saison Gruppenletzter.
Beim Draft zur vierten Saison konnte sich das Team AB de Villiers sichern. Wieder konnten sie nur drei Siege erspielen und wurden so abermals letzter der Vorrunde.

### Überstehen der Gruppenphase
In der Spielerauktion für die folgende Saison konnten sie sich abermals den Australier Chris Lynn als wichtigsten Neuzugang sichern, nachdem er im Jahr zuvor noch verletzt absagen musste. In der Saison 2020 selbst gelang es ihnen fünf Siege zu erzielen. Dies erfolgte, nachdem sie die ersten drei Partien verloren hatten, sich dan jedoch wieder erholen konnten. Im entscheidenden Spiel gegen die Multan Sultans, dass sie gewinnen mussten, konnten sie mit einem Century von Chris Lynn ausnutzen, dass Multan schon als Gruppenerster für die Playoffs qualifiziert waren. Somit waren sie erstmals nicht als Gruppenletzter, sondern konnten sich als dritter der Vorrunde für das Halbfinale qualifizieren. Dort trafen sie auf die Peshawar Zalmi, die sie mit 5 Wickets schlagen konnten. In der Vorschlussrunde standen sie den Multan Sultans gegenüber und konnten hier mit 25 Runs bestehen. Im Finale unterlagen sie dann den Karachi Kings, die einen 5-Wickets-Sieg erzielten.

## Abschneiden in der PSL
Das Team schnitt in der PSL wie folgt ab:
| Jahr | Spiele | Siege | Niederlagen | No Result | Endplatzierung (Vorrunde) |
| ---- | ------ | ----- | ----------- | --------- | ------------------------- |
| 2016 | 8      | 2     | 6           | 0         | Vorrunde (5/5)            |
| 2017 | 8      | 4     | 3           | 1         | Vorrunde (5/5)            |
| 2018 | 10     | 3     | 7           | 0         | Vorrunde (6/6)            |
| 2019 | 10     | 3     | 7           | 0         | Vorrunde (6/6)            |
| 2020 | 10     | 5     | 5           | 0         | Finale (3/6)              |